# Hoppet att Jesus få skåda
Hoppet att Jesus få skåda är en psalm med text och musik från 1910 av K.G. Sjölin.

## Publicerad i
- Psalmer och Sånger 1987 som nr 737 under rubriken "Framtiden och hoppet - Kristi återkomst".[2]
- Segertoner 1988 som nr 653 under rubriken "Jesu återkomst".[1]